# Jeong Seung-hwa
Jeong Seung-hwa (정승화, 鄭昇和; Gimcheon, 27 de febrero de 1929 - Seúl, 12 de junio de 2002) fue un general surcoreano y el 22.º Jefe del Estado Mayor del Ejército de la República de Corea. Estuvo presente en el recinto presidencial de la Casa Azul, lugar del asesinato del presidente Park Chung-hee, cuando ocurrió el 26 de octubre de 1979.

## Biografía
Nacido el 27 de febrero de 1929 en Gimcheon, Jeong Seung-hwa se unió al Ejército de Corea del Sur como recluta en el 17.º Regimiento y luchó en la Batalla del Perímetro de Pusan. Más tarde fue a la Academia Militar de Corea y fue comisionado como teniente en el 26.º Regimiento de Infantería en 1950, donde luego estuvo al mando a principios de la década de 1960. Luego estuvo al mando de una Brigada Mecanizada y una División de Infantería, antes de ser nombrado Comandante del II Cuerpo en 1976.
En 1978, Jeong fue nombrado Jefe del Estado Mayor del Ejército, el puesto más importante en el Ejército de Corea del Sur. En la noche del 26 de octubre de 1979, mientras Jeong cenaba en el complejo presidencial de la Casa Azul, el presidente de Corea del Sur, Park Chung-hee, fue asesinado en otra instalación del complejo. El asesino, Kim Jae-gyu, inmediatamente buscó a Jeong con miras a que asumiera la presidencia.
En cambio, se convocó una reunión de gabinete de emergencia en la que Choi Kyu-hah, el primer ministro, fue declarado presidente interino y Jeong implementó la ley marcial. Conspiró para excluir a los soldados políticos como Hanahoe, un grupo influyente de oficiales militares de Corea del Sur. Posteriormente, el grupo instigó el golpe de Estado del 12 de diciembre de 1979. Como resultado, miembros clave de Hanahoe, como Chun Doo-hwan y Roh Tae-woo, arrestaron a Jeong bajo sospecha de estar involucrado en el asesinato de Park.
Como castigo, Jeong fue reducido de rango a soldado raso y sentenciado a cadena perpetua. En 1997, 17 años después del golpe de Estado, el Tribunal de Distrito de Seúl absolvió a Jeong de cualquier participación en la muerte de Park. Fue restaurado a su rango de oficial general y recibió el pago que había perdido en el momento de su sentencia. Murió el 12 de junio de 2002 en Seúl. Fue enterrado en el Cementerio Nacional de Daejeon con honores de general de ejército.